# مردی از زمین: هولوسن
مردی از زمین: هولوسن (به انگلیسی: The Man from Earth: Holocene) یک فیلم علمی–تخیلی درام آمریکایی به کارگردانی ریچارد شنکمن و نویسندگی امرسون بیکسبی است، که بر پایه شخصیت‌های خلق شده توسط پدرش جروم بیکسبی، نویسنده داستان‌های کوتاه ساخته شده‌است. این فیلم دنباله‌ای بر مردی از زمین محصول سال ۲۰۰۷ به‌شمار می‌رود. در این فیلم دیوید لی اسمیت در نقش جان اولدمن شخصیت اصلی داستان، در کنار بازیگرانی همچون ویلیام کت، ونسا ال. ویلیامز، بریتنی کرن، استرلینگ نایت، کارلوس نایت، مایکل دورن و جان بیلینگزلی ایفای نقش می‌کند.
مردی از زمین: هولوسن در تاریخ ۱۶ ژانویه ۲۰۱۸، توسط سازندگان فیلم به شکل بارگیری رایگان و کاملاً قانونی در دسترس عموم قرار گرفت.

## داستان
جان اولدمن ۱۴۰۰۰ ساله که دیگر خود را جان یانگ می‌نامد، در حال حاضر با آسودگی خاطر به عنوان یک استاد کالج در کالیفرنیا شمالی پنهان شده‌است و به زندگی خود ادامه می‌دهد. اما زمانی که چهار دانش‌آموز به عمیق‌ترین راز او پی می‌برند، موجودیت و هستی جان را در معرض خطر جدی قرار می‌دهند.

## بازیگران
- دیوید لی اسمیت در نقش جان اولدمن / جان یانگ
- ویلیام کت در نقش دکتر آرت جنکینز
- ونسا ال. ویلیامز در نقش کارولین
- مایکل دورن در نقش دکتر گیل پارکر
- استرلینگ نایت در نقش فیلیپ
- بریتنی کرن در نقش تارا
- کارلوس نایت در نقش لیکو
- آکمی لوک در نقش ایزابل
- جان بیلینگزلی در نقش هری